# 요새
요새(要塞, 영어: fortress or fortification)는 군사적으로 중요한 곳에 튼튼하게 만들어 놓은 방어 시설. 또는 그런 시설을 한 곳을 이르는 말이다. 영어로는 Fortress, 혹은 Fort 라고 하며 이는 라틴어 fortis(강한)에서 유래된 단어이다.

## 역사

### 신석기 시대 유럽

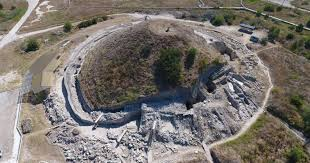
솔니차타(Solnitsata)

불가리아의 프로바디아 마을 근처에 기원전 4700년에 시작된 오늘날 솔니차타(Solnitsata)라고 불리는 성벽으로 둘러싸인 정착촌은 요새화된 벽으로 둘러싸여 있는 구조였다. 높이 6피트, 두께 4.5피트의 돌 블럭으로 배우 높게 지어진 성벽은 유럽에서 가장 오래된 요새이다.

### 몰타
영국 육군의 휘트워스 포터 소장이 1858년 저서에 "세계에서 가장 강력한 인공 요새"라 표현하였다.또한 1893년 보스턴 출신의 작가 Maturin Murray Ballou는 "세계 어느 곳에서도 몰타의 방어선보다 더 완벽한 요새 시스템은 존재하지 않는다"라고 표현하기도 하였다.

### 고대 및 중세(1530 이전)

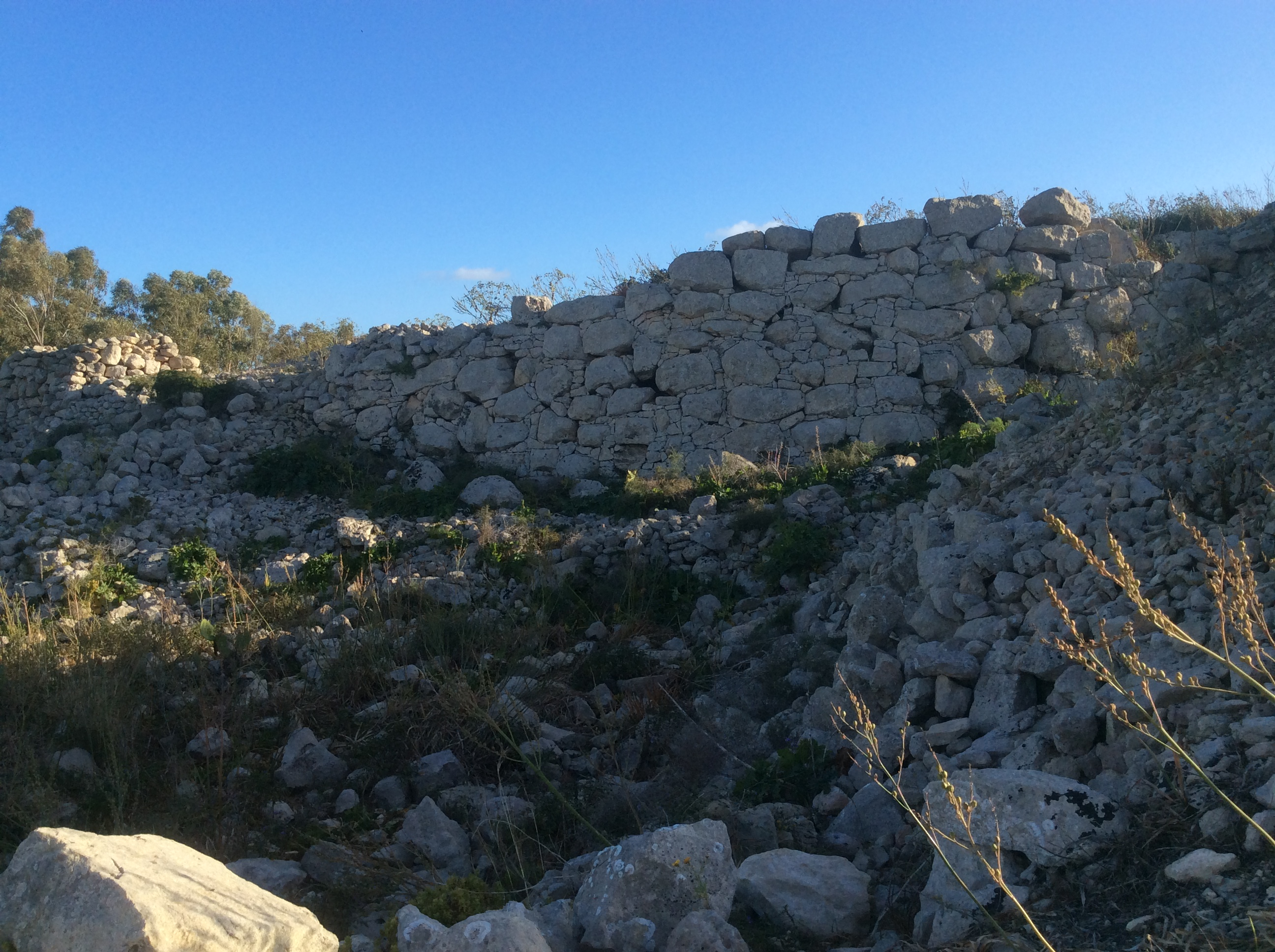
보르-인-나두르(Borġ in-Nadur)

#### 보르-인-나두르(Borġ in-Nadur)
몰타의 첫 요새는 보르-인-나두르(Borġ in-Nadur) 마을의 내륙 방향을 방어하고 있는 D자형 요새이다. 청동기 시대에 요새화된 정착지로 확인된 몰타의 6개 유적지 중에서 가장 잘 보존되어 있다.

#### 세인트 안젤로 요새(Fort St. Angelo)

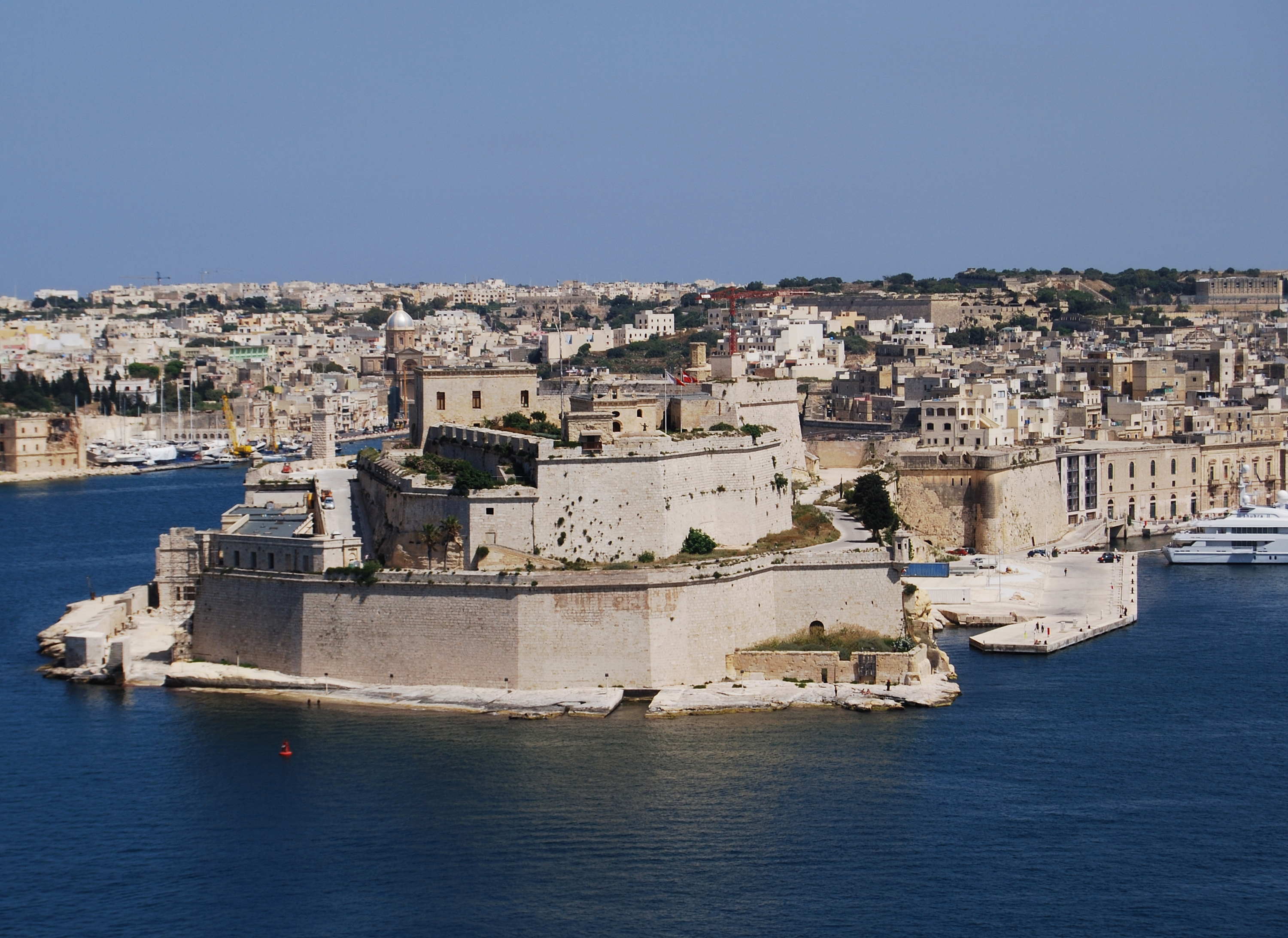
Fort St. Angelo

그랜드 하버의 중심에 위치한 몰타 비르 구에 있는 요새이다.  중세 시대에 Castrum Maris 라는 이름의 성으로 지어졌고, 후에 요새화된 구조로 재건되었다.

### 로마제국 점령 시기(1530~1798)
1530년, 몰타 제도는 북아프리카 항구 도시 트리폴리와 함께 찰스 5세 황제에 의해 성 요한 기사단에 주어졌다. 기사들은 비르구 마을에 정착하여 수도로 삼았다.

#### 발레타(valletta)
몰타의 행정 단위이자 수도로, 1565년 대공성전에서 몰타의 기사단이 시칠리아 증원군의 도움으로 승리를 거두고 건설한 요새 도시로,  당시 오스만 제국의 침략으로부터 섬을 지키는 데 성공한 장 파리소 드 발레트의 이름을 따서 명명된 도시이다.

#### 플로리아나 라인
몰타 플로리아나에 건설되어 있는 요새 라인으로, 요새 도시 발레타를 둘러싸고 외곽 방어선을 형성한다. 1636년에 건설이 시작되었으며 라인을 설계한 군사 기술자 피에트로 파올로 플로리아니(Pietro Paolo Floriani)의 이름을 따서 명명되었다.

### 프랑스 점령 시기(1798~1800)
프랑스는 1798년 지중해 전역에서 몰타에서 교단을 축출했고 교단은 며칠 후 항복했다. 몰타인들은 처음에는 프랑스 점령군을 환영했지만 여러 가지 개혁과 교회 약탈로 인해 몇 달 후에 반란을 일으켰고, Mdina와 본섬의 도시와 마을뿐만 아니라 잠시 독립한 Gozo를 장악하여 잘 방어된 항구 지역에서 프랑스군을 봉쇄했다.

#### 가르가르 포대(Għargħar)

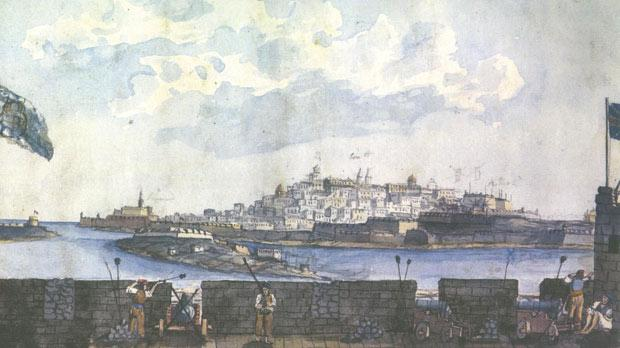
가르가르(Għargħar) 포대에서 본 발레타를 그린 그림

1798-1800년 의 프랑스 봉쇄 기간 동안 반란군 Vincenzo Borg 에 의해 제작되었으며 1798년 10월 6일에 완성되었다.  5개의 8파운드 대포로 무장했으며 포대는 단 하나의 총으로 무장한 Il-Ħarrub ta' Stiefnu 에 고급 초소를 가지고 있었습니다 . 포대의 수비대는 1799년 12월 338명으로 구성되었다. 점령된 수도 발레타 에 발포를 시도했지만 너무 멀어서 포격의 효과가 거의 없었다. 그러나 수비에 용이하여 1799년에 포대 공격을 시도했던 프랑스 군을 물리쳤다. 포대는 1811년에도 여전히 존재했지만  다른 프랑스 봉쇄 요새와 마찬가지로 1814년 이후에 해체되었다고 추정된다.

#### 타스삼라 포대(Tas-Samra)
몰타어 로 tas-Samra로 알려진  Atocia의 성모 예배당에서 그 이름을 가져왔으며 성 니콜라스에게 헌정되었다. 플로리아나 라인과 가장 가까운 포대 중 하나였기 때문에 중요한 요새였다. 프랑스 군과의 포위전 동안 프랑스 군은 타스삼라 포대를 무력화시키기 위해 필사적이었고, 5시간 동안 끊임없이 포격을 가하기도 했다. 포격 중 세 명의 몰타인이 프랑스의 포격으로 사망했다. 이에 몰타 반란군은 반항의 표시로 예배당에서 커다란 나무 십자가를 떼어 지붕에 세우고 검은 깃발을 날렸다는 일화도 있다.  또 다른 사건에서는 타스삼라 포대에서 발사된 대포가 발레타를 강타하여 프랑스 군인들을 사살하기도 하였다.

### 영국 점령 시기(1800~1979)
영국은 몰타 섬을 1800년에 보호령으로, 나중에는 1813년에 식민지로 점령했다. 당시 영국이 보유하고 있던 왕립 해군의 지중해 함대의 힘을 믿었던 영국 민정 장관 헨리 피고트(Henry Pigot)은 1801년에 발레타의 요새 대부분을 철거하기를 주장하였지만 받아들여지지 않으며 몰타의 요새들을 여러차례 재정비하며 사용하게 되었다.

##### 베르달라(Fort Verdala)
베르달라는 몰타 코스피쿠아에 있는 요새화된 막사이다. 그것은 17세기 Santa Margherita Lines 요새의 일부 내에서 1850년대에 영국인에 의해 지어졌습니다 . 이 요새는 두 차례의 세계 대전에서 전쟁 포로 수용소로 사용 되었으며 나중에 "HMS Euroclydon"으로 알려졌다 . 1977년까지 영국군이 사용했다.

### 인도

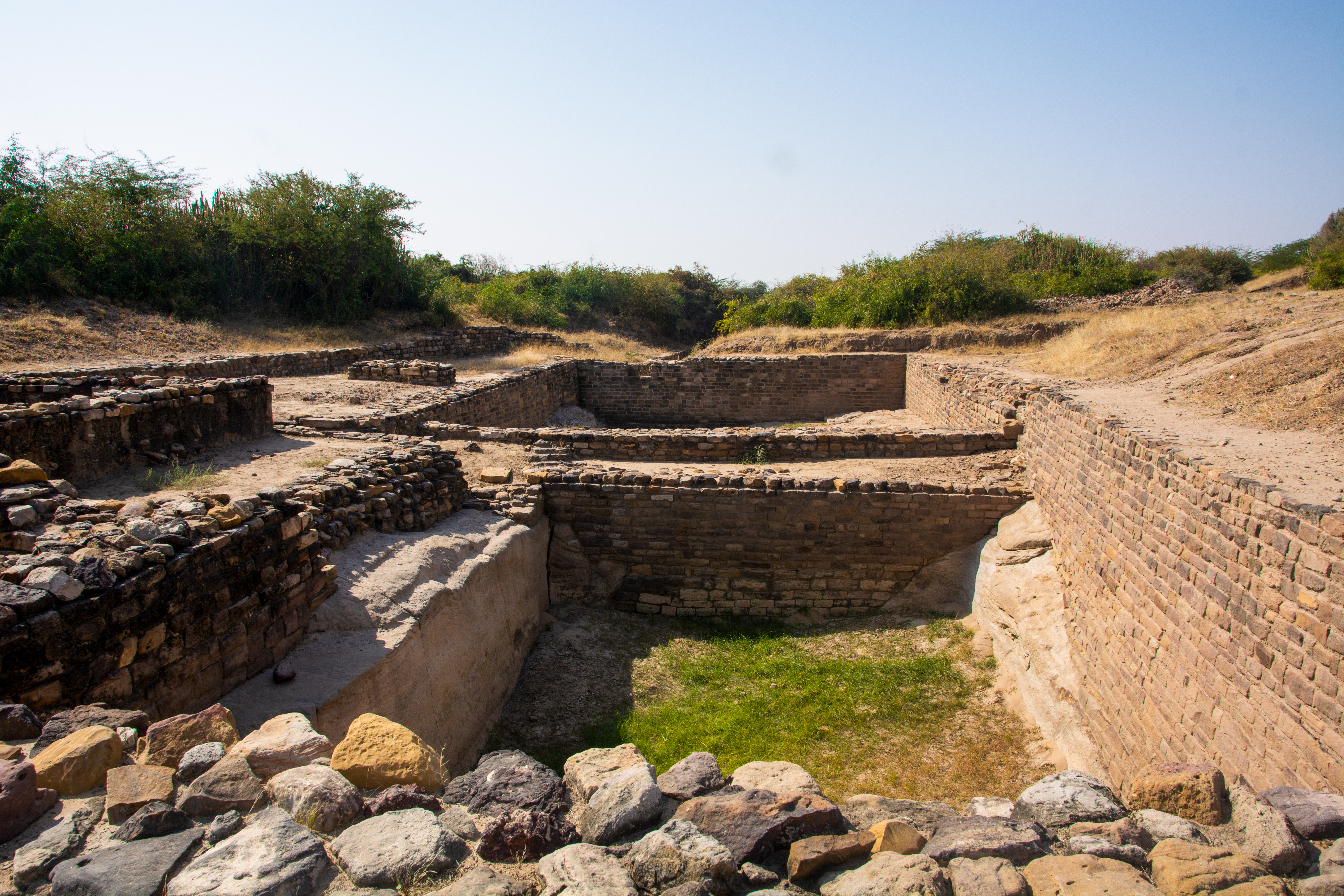
돌라비라(Dholavira)

이 부분의 본문은 인도의 요새 목록입니다

#### 인더스 계곡 문명
인도에는 후기 석기 시대부터 영국 통치 시대까지 수많은 요새가 있고, 특히 수많은 인더스 계곡 문명의 유적지는 요새화의 증거를 보여준다.

##### 돌라비라(Dholavira)
북회귀선에 위치한, 돌로 지어진 벽을 가진 요새이다. 1960년대 초 마을 주민 Shambhudan Gadhvi 에 의해 처음 발견되었다. 그러나 인도 고고학 조사(ASI)의 한 고고학자가 1967-68년에 공식적인 발견을 했으며 8개의 주요 요새 중 5번째로 큰 요새이다. 2021년 유네스코 세계 문화유산에 등재되었다.

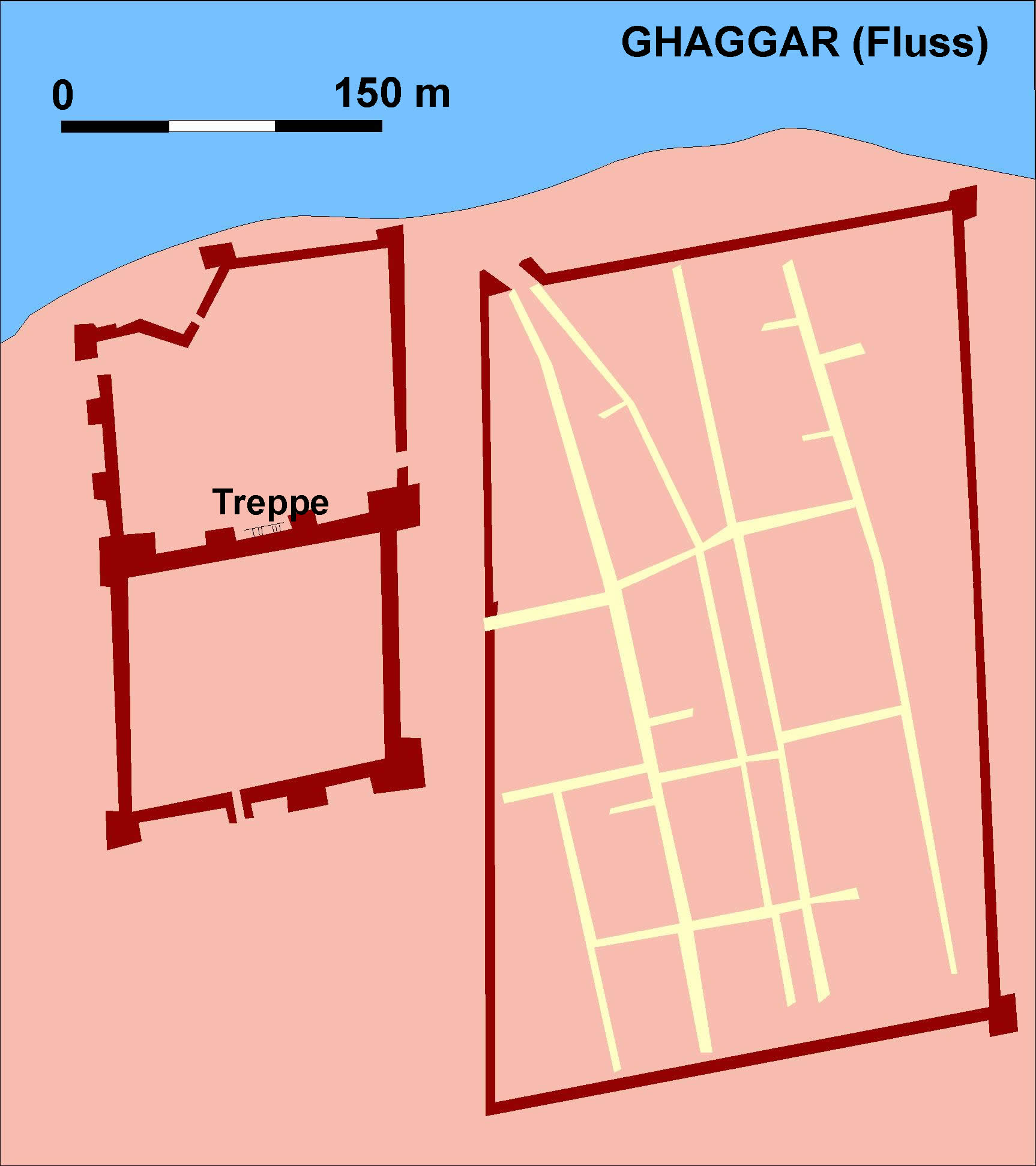
칼리방간(Kalibangan)의 요새화 구조

##### 칼리방간(Kalibangan)
칼리방간 지역은 마른 진흙 벽돌을 사용하여 정착지를 요새화했다. 서로 다른 시기에 두 번 지어졌으며, 첫 건설시 성벽의 두께는 1.9m였는데, 재건 후 3.7~4.1m로 높아졌다. 벽돌 크기는 두 시공 단계 모두에서 20×20×10cm이다. 요새의 모양은 동서 축으로 약 130m, 남북으로 260m의 평행사변형이다. 도시 계획은 Mohenjodaro와 비슷한 모습을 보였으며 벽으로 둘러싸인 지역 내에서 집은 요새 벽에 사용된 것과 같은 크기의 진흙 벽돌로 지어졌다. 

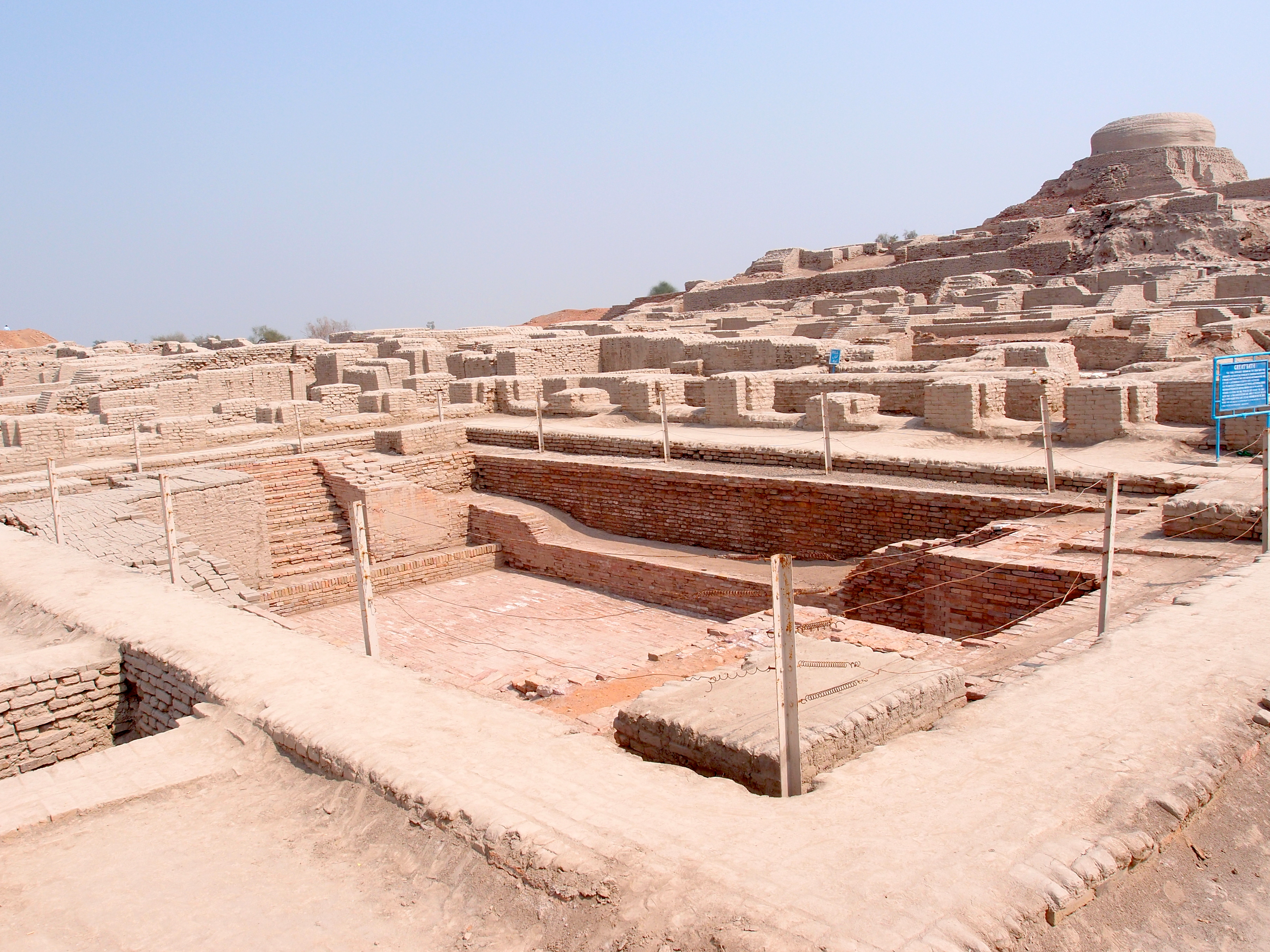
모헨조다로(Mohenjo-daro)

#### 모헨조다로(Mohenjo-daro)
모헨조다로에는 성벽이 없었지만 주요 정착지 서쪽에 경비탑이 있고 남쪽에 방어 요새가 있는 구조이다. 하라파(Harappa)와 같은 다른 주요 인더스 계곡 도시의 구조를 고려할 때 모헨조다로가 행정 중심지였다는 것을 추정할 수 있다.

### 중국

#### 만리장성

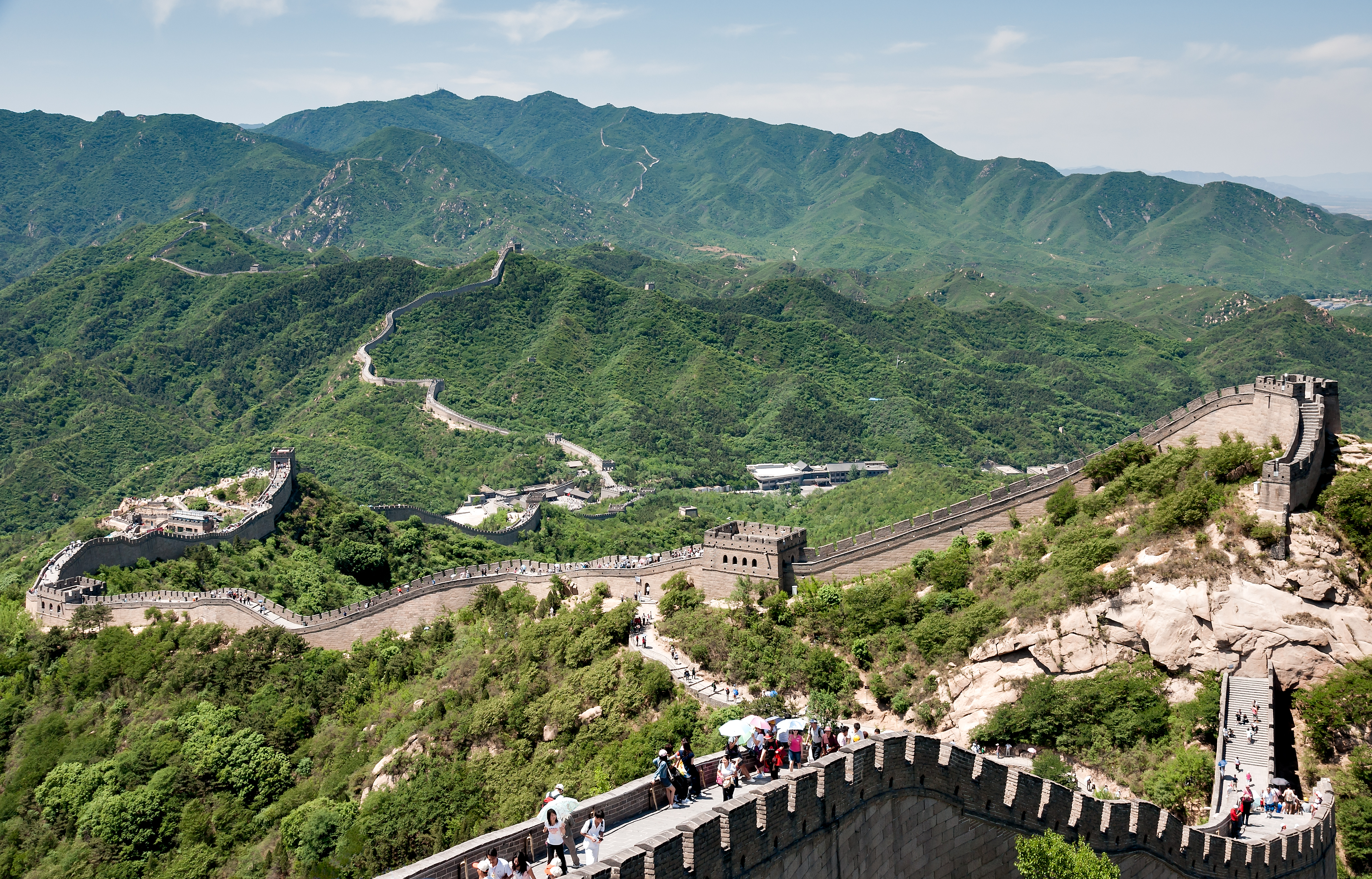
만리장성

춘추시대와 춘추전국시대를 지나며 성벽 축조에 익숙해진 중국 민족은 진시황이 중국을 통일한 후 북방 국경 지역에 남아있는 요새들을 연결하기 위해 북방 국경을 따라 성벽을 건설하였다. 이를 만리장성이라 부른다. 이 시기엔 다진 흙을 사용하였기 때문에 튼튼한 구조를 가지지 못했다. 후일 명나라 시기, 벽돌과 돌을 이용하여 견고하게 재건축하였다. 또한 1200개의 망루를 설치하여 몽골 침략자들의 접근을 경고하였다.

#### 방어벽
중국은 도시 지역을 방어하기 위해서 성벽을 세워 방어벽을 구축하였다. 대표적으로 항저우, 난징, 상하이, 쑤저우 성벽 등이 있다.

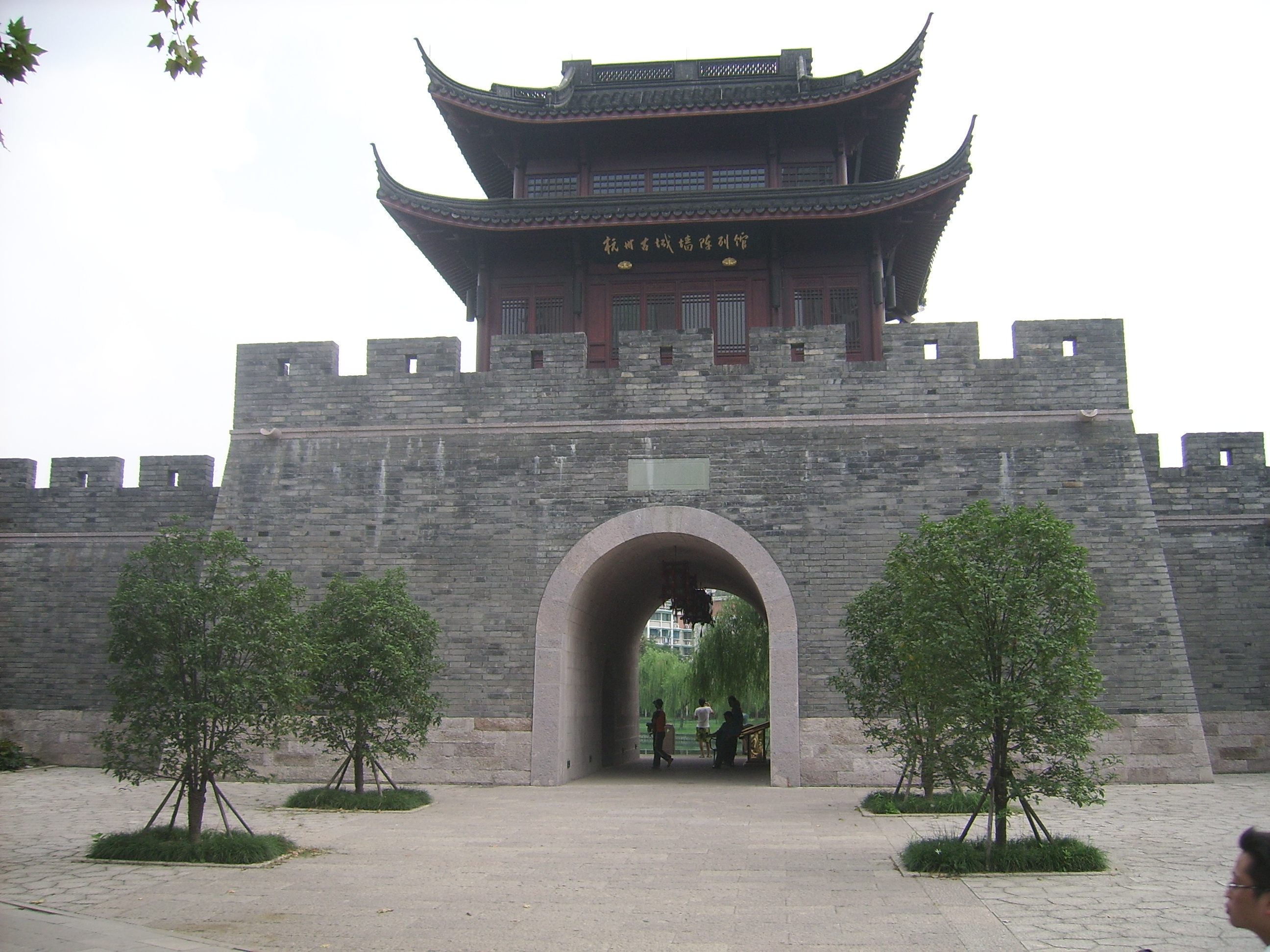
항저우 성벽

##### 항저우
항저우의 첫 번째 성벽은 서기 591년에 해당하는 수 문제 11년에 건설되었다. 그 둘레는 36보 90보로 기록되어 있으며 서호의 동쪽 기슭과 서쪽 벽이 만나고 있다.

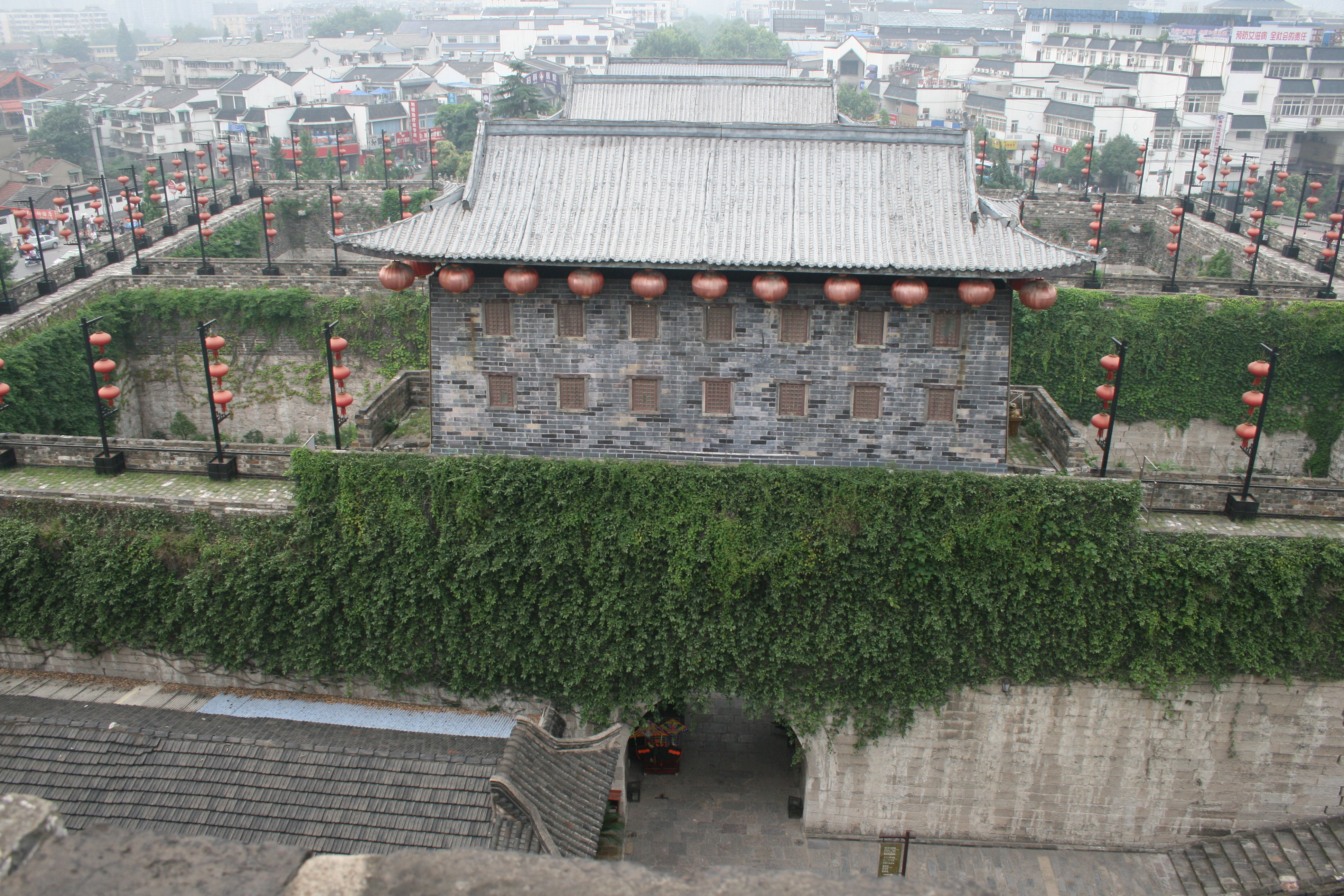
난징 성벽

##### 난징
난징을 둘러싼 성벽은 홍무제(1328-1398)가 명나라(1368-1644)를 건국하고 1368년에 난징을 수도로 정한 후 설계했다. 21년 동안 건설되었으며 약 700만 입방미터의 흙이 이용되었다. 난징의 성벽은 중국에서 건설된 가장 큰 성벽 중 하나였다.

##### 상하이
상하이를 둘러싼 성벽은 11세기부터 축조되었다. 후일 일본 해적 의 습격으로부터 마을을 보호하기 위해 명나라 때 1554년에 추가적으로 건설되었다. 그 후 1912년에 두 곳의 작은 보존 구역을 남겨두고 모두 철거되었고 그 자리에 넓은 원형 도로가 건설되었다. 

##### 쑤저우
쑤저우를 둘러싼 성벽으로, 원래 둘레가 15,204미터 였으나, 1958년 소실되어 2,072미터만이 남아있다.

## 총기 도입 이후의 요새

### 19세기
19세기엔 폭발성 포탄이 등장하면서 요새화의 새로운 진화가 요구되었다. 당시 요새를 둘러싸고 있던 도랑, 급경사와 카운터 스카프 구조는 폭발성 포탄에 취약한 구조였기 때문에 새로운 구조의 요새를 만들어야 했다. 그 결과로 요새의 측면은 매우 낮아졌으며, 요새 자체는 적군의 공격에 대한 최소한의 표적을 제공하면서 완만하게 경사진 열린 공간을 카포니어로 덮인 도랑과 함께 둘러쌈으로서 적군의 엄폐 가능성을 제거했다. 요새 안으로 들어오기 위해서는 도랑의 안쪽 면에 가라앉은 구불구불한 다리를 통해야만 했다. 또한 요새의 대부분을 지하로 이동시키고 대포만 개방된 위치에 설치하였다. 단순히 도시를 둘러싸는 구조였던 기존의 요새로는 성벽 밖에서 쏘는 포탄을 방어할 수 없었기 때문에 기존의 도시를 둘러싼 성벽은 철거하고 도시로부터 충분히 떨어진, 포탄으로 도시 내부에 충격을 줄 수 없을 정도의 거리에 다시 성곽을 축조하였다. 

### 20~21세기
19세기와 20세기 초엔 강철과 콘크리트 요새들이 다수 축조되고 이용되었다. 그러나 제 1차 세계대전 이후 현대전의 발전으로 인해 대부분의 요새는 무용지물이 되었다. 그럼에도 몇몇 국가에서 요새를 계속해서 건설하긴 했지만(1930~1940년대 몰타의 캠벨 요새) 지하 벙커를 제외하고는 현대전에서 보호를 제공할 수 있는 요새는 없었다. 결국 대다수의 요새는 철거되었고 일부는 남아서 관광지 혹은 저명한 지역 명소로 이용되고 있다.

## 요새 건축론

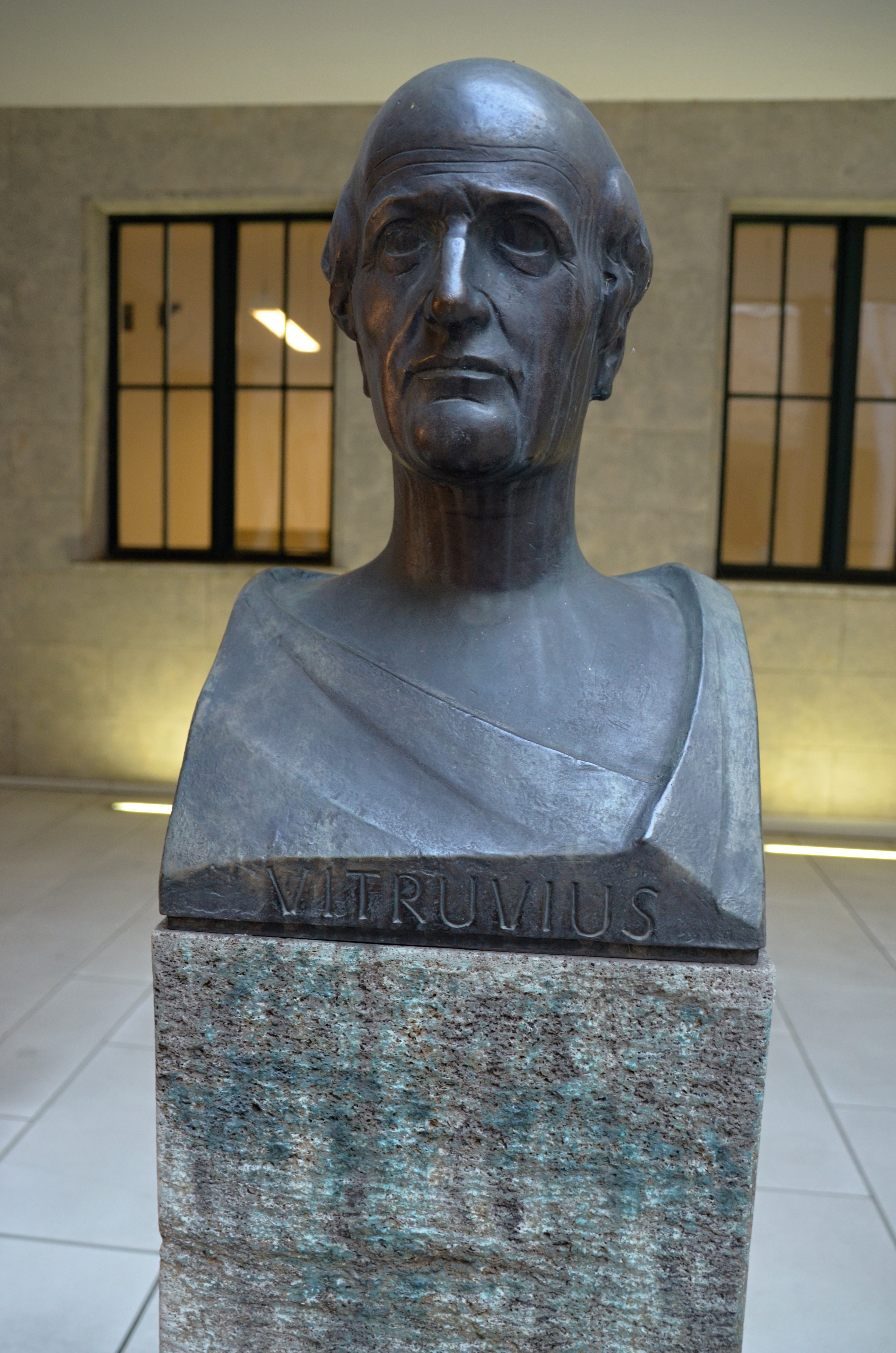
비트루비우스(Marcus Vitruvius Pollio)

### 비트루비우스
B.C. 1세기의 로마 군사 건축가로, <건축십서>를 작성하여 황제에게 바쳤다. 이는 당대 로마제국 내 다양한 건출, 토목 분야에 교본과 같은 역할을 하였다. 로마 제국 국경 내 축조된 요새 축성 방식은 대체적으로 로마 제국 군사 건축가 비트루비우스의 성벽 건축론에 따른다.

##### 성벽 건축론
성벽 두께는 성벽 정상부에 설치된 통로를 무장한 병사가 서로 교차해 지나갈 수 있는 폭으로 구축해야 한다. 통로 위에는 불에 그을린 올리브 나무를 촘촘하게 박고 벽 양측 면을 통나무로 결합하면 이는 마치 철로 단단히결합시킨것처럼오랫동안유지된다.일단불에 그을린 통나무는 부패하지 않고 비바람(風雨)이나 세월이 오래지나도 상하지 않으며, 심지어 땅속에 묻거나 물속에 놓아두어도 용도 상의 결함이 없이 영구히 간직할 수 있다.이러한 방식으로 벽에 통나무를 연결해 놓을 경우 성벽 뿐만이 아니라 지반벽체 및 기타 벽체도 썩지 않은채로 오랫동안 유지할 수 있다.

#### 고대 로마 국경
로마 제국 국경은 2세기 로마 제국이 최대로 팽창했던 시기의 경계선이다. 영국 북부의 대서양 연안에서 시작해 유럽을 거쳐 흑해(Black Sea)에 이르고, 다시 흑해로부터 홍해(Red Sea)를 거쳐 아프리카 북단을 가로질러 대서양 연안에 이르는 5,000km에 달하는 유적이다. 오늘날 남아 있는 로마 제국 국경 유적은 성벽, 해자, 보루, 요새, 망루와 민간인 정착지 등으로 구성된다. 독일에 속하는 로마 제국 국경의 두 부분은 독일 북서부에서 남동부의 도나우 강에 이르기까지 550km에 달한다. 이 방벽은 고대 로마의 방어 기술과 지형적 이점을 활용 한 군사 전략을 이해할 수 있다.

#### 중세성채

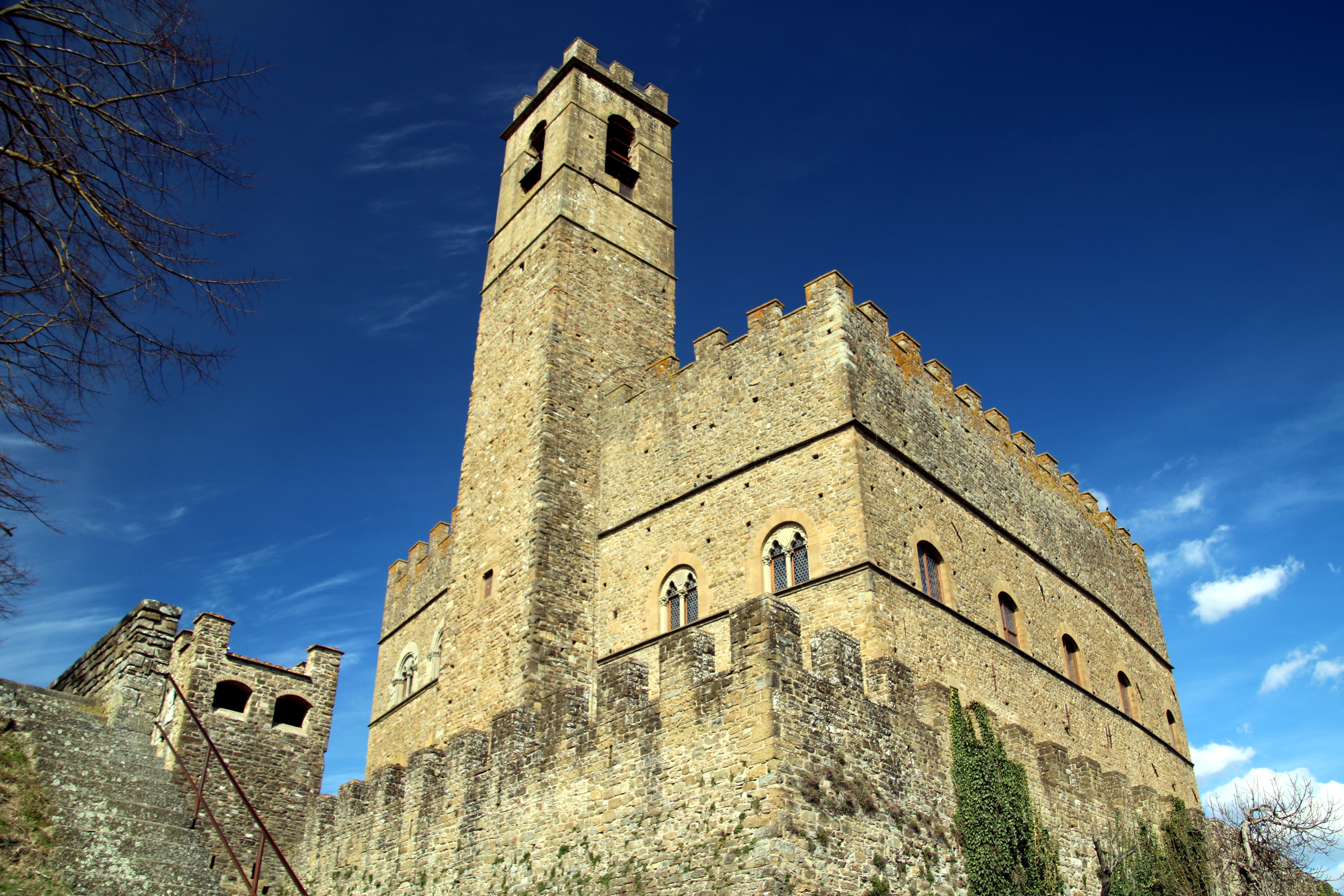
구이디 성(Castello dei Conti Guidi)

비트루비우스는 『건축십서』에 요새 내 성탑을 다음 과 같이 축조해야 한다고 하였다. 
성탑은 성벽 외측에 불룩 튀어나오도록 하여 적이 성 벽에 착 달라붙어 공격해 올 때 좌우의 성탑에서 발사 한 실탄이 무방비 상태인 적의 옆구리에 상처를 입히도록한다. 특히 적이 공격해올 때 성벽으로의 접근이 용이하지 않도록 하기 위해서 접근로는 가파른 절벽에서 우회시키면서 성문에 도달하도록 하고, 도로의 흐름도 곧바르게 하지 않고 오른쪽에서 왼쪽으로 공격해올 때 방패로 가리지 못한 적군의 오른쪽이 아군 측 성벽에서 공격하기에 안성맞춤이 되기 때문이다. 그리고 성곽의 전체 형태는 여러 곳에서 적이 잘 보이도록 네모꼴이나 마름모꼴이 아니라 원형으로 배치 되어야 한다. 마름모꼴 모양으로 튀어나온 성곽 도시는 성의 돌출 각도로 인해 방어 측면에서 볼 때 적보다 아군 쪽이 더 불리해서 방비하기가 곤란하다

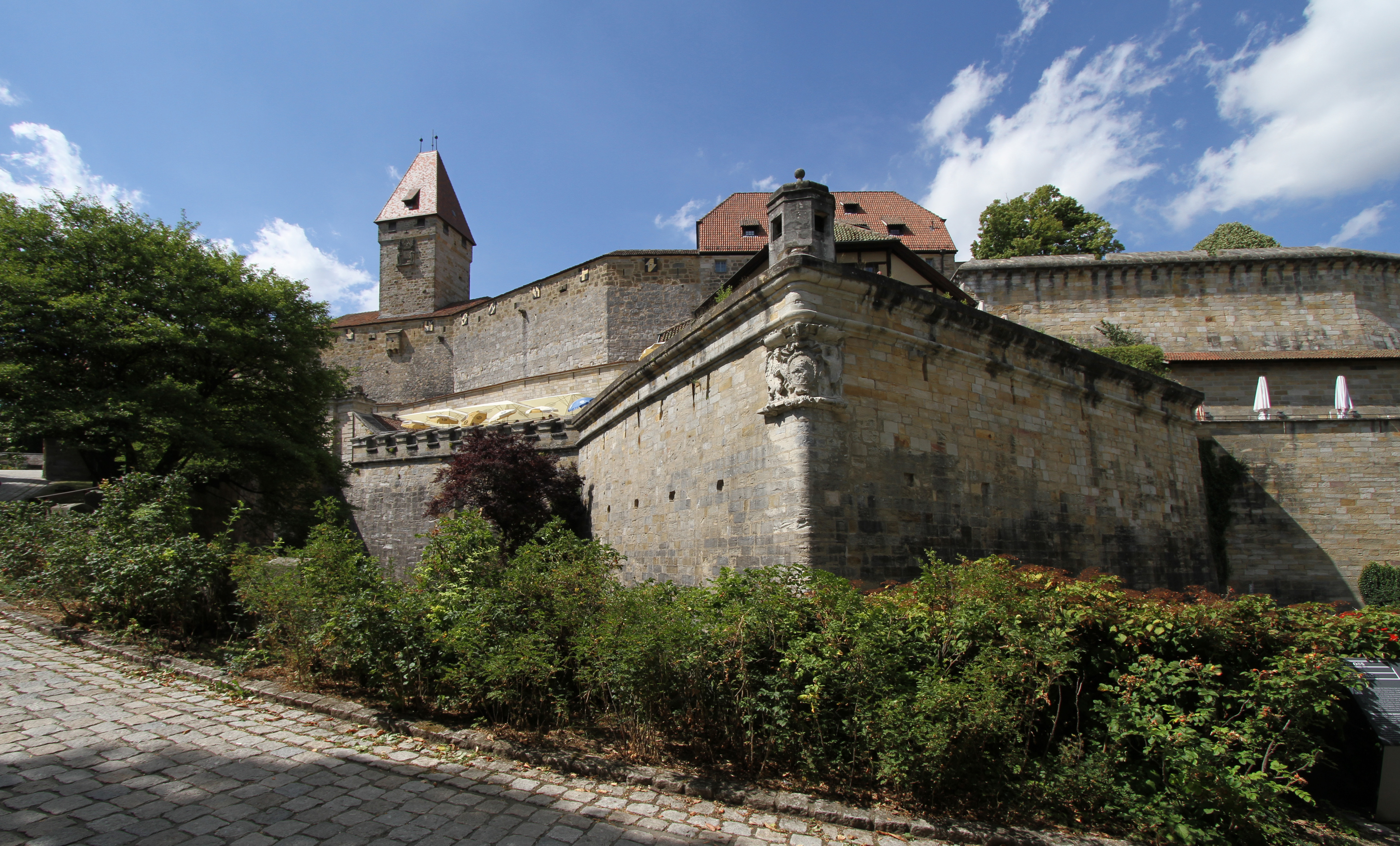
코부르크 성(Coburg Veste)

이러한 성벽건축론은 중세 성채 축조에 반영되었다. 대표적인 예시로 구이디 성(Castello dei Conti Guidi)이 있다.

#### 르네상스 식 요새화된 성채
르네상스 시대에는 도시 중앙에 광장을 설치하고 그 주변으로 공공 시설물을 설치하여 요새화하였다. 요새 설계는 방사형으로 계획하고, 외곽에 화포 운용을 위해 돌출하여 설치한 포대(Bastion)는 비트루비우스의 성탑건축론을 적용 및 발달시킨 사례이다 대표적인 사례로는 독일의 코부르크(Coburg) 성이 있다.

### 바티스타 안토넬리(1547–1616)
이태리 로마냐 지방 가테오시의 부유한 가정에서 태어난 안토넬리는 군사 엔지니어로 오스트리아 합스부르크 제국과 스페인 왕국의 요구에 따른 요새 축성에 수많은 업적을 남겼다. 안토넬리가 활동 할 당시 시대적 배경은 콜럼버스가 신대륙을 발견하고 스페인의 영향력이 카리브해 및 신대륙에 점차 커지는 시기로서 현지 거점운용을 위한 군사시설 확충이 대두 시 되었다. 주요 업적으로는 산후앙 데 울루아 섬을 증축한 것이 있다.

#### 산후앙 데 울루아 섬(San Juan de Ulúa)

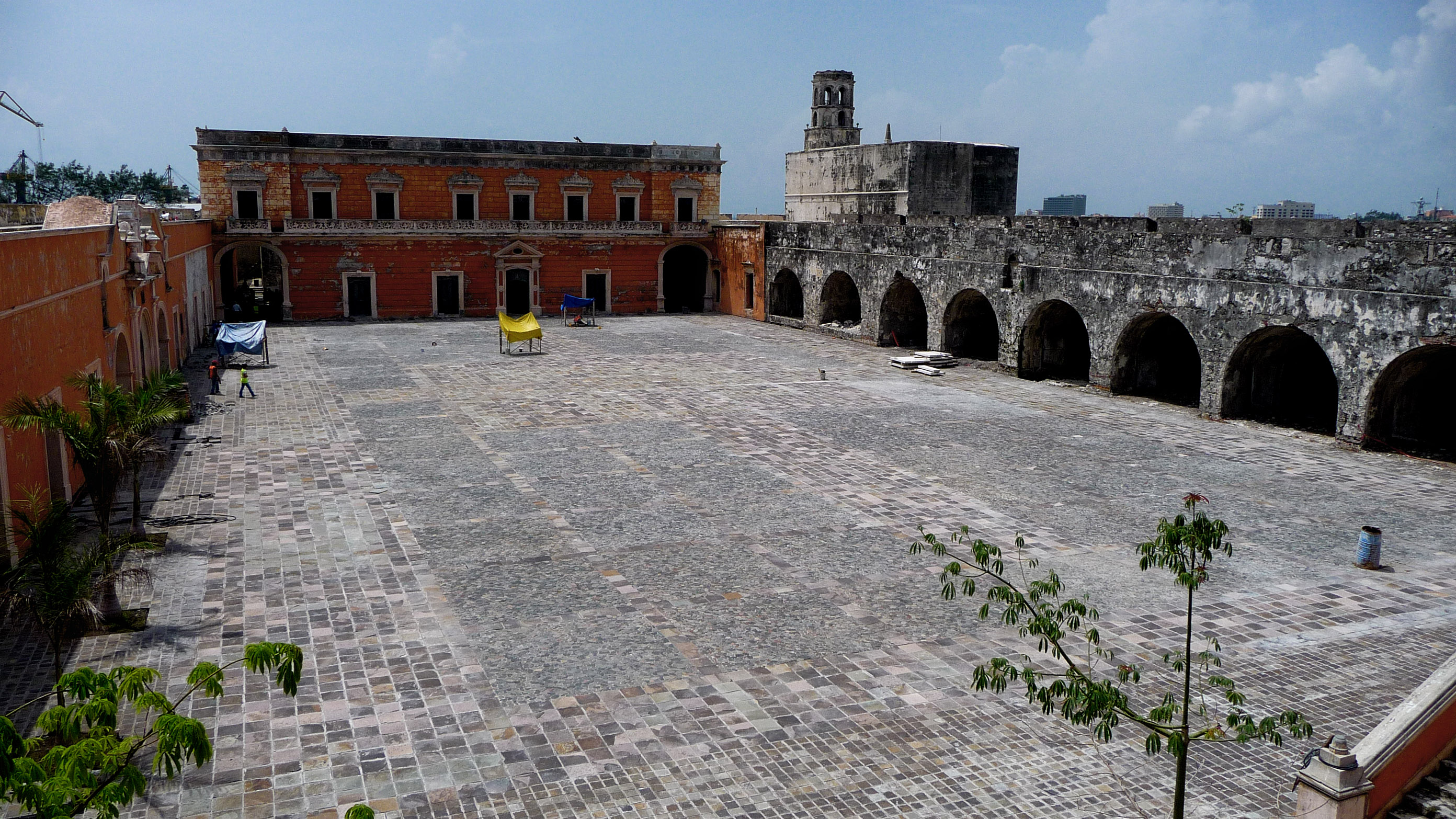
산후앙 데 울루아 섬(San Juan de Ulúa)의 요새

16세기에 본격적으로 스페인이 세력을 확장하면서 산후앙 데 울루아 섬은 카리브 해 영역을 지휘 통제 하는 주요 군사 요새로 변모하였다. 스페인이 멕시코 베라 크루스를 점령한 이래 이곳은 남미에서 수확 및 노획한 물자를 저장하는 중간 기지창 역할을 하였다. 모래섬을 개조한 이 요새는 대서양을 바라보며, 1590년대 전후에 안토넬리에 의해 증축되었고, 1735년 보방식으로 근대화되어 현재의 면모를 보이고 있다. 특히 산후앙 데 울 루아는 멕시코만과 카리브해를 통제하는 군사요충지였다가, 멕시코가 1825년 스페인으로부터 독립하면서 재차 군사전략상 입지여건으로 인해 프랑스와 미국에 의해 점령되었다. 1915년 이래 멕시코 정부에 의해 관 리되었고 요새기능이 사라진 1900년대 중반까지 이 요새는 수용소 시설로 기능하였다.

## 참고 문헌
1. 국립국어원 표준국어대사전.
2. 루이스 찰스 잭슨. (1911). 〈Fortification and Siegecraft〉. 케임브리지 대학교 출판부
3. 휘트워스 포터. (1858). 《A History of the Fortress of Malta》.
4. 매튜린 머리 발루. (1893). 《The Story of Malta》.
5. 빈센트 잠밋(1984). "Moltese Fortifications". Civilization.
6. 브라이언 W. 블루에. (1964). "Town Planning in Malta, 1530-1798". LUP(리버풀 대학교 출판사). 35(3).
7. 스티븐 C. 스피테리. (2004-2007). "The Development of the Bastion of Provence, Floriana Lines". Arx – Online Journal of Military Architecture and Fortification (1–4).
8. 스티븐 C. 스피테리 (2008). "Maltese 'siege' batteries of the blockade 1798-1800". Arx - Online Journal of Military Architecture and Fortification (6)
9. 데바티스타. "Verdala story". Margaret's College Boys' Secondary, Verdala.
10. 트렌드 데스크 뉴스 에이전시(2021). “‘Long overdue’: Indians celebrate as Dholavira gets UNESCO World Heritage tag”.
11. Ansight Guides. 《Insight Guides: China 5/E.》. Apa Publications.
12. 데이비드 레프만. 《Rough guide to China》.
13. 조두원. (2015). 서구 요새 발달사 연구. 문화 역사 지리. 27(3).